# Stan Levey
Stan Levey (* 5. April 1926 in Philadelphia, Pennsylvania; † 19. April 2005 in Van Nuys, Kalifornien) war ein US-amerikanischer Jazzschlagzeuger. Levey widmete sich dem Bebop in seiner Entstehungszeit und gilt als einer der wenigen dabei akzeptierten euroamerikanischen Musiker. Er ist außerdem auch als einer der einflussreichsten Drummer des Bebop, neben Kenny Clarke und Max Roach.

## Karriere
In seiner Jugend boxte Levey, vermutlich weil sein Vater Autoverkäufer und Boxpromoter war, und dachte über eine entsprechende Laufbahn nach, entschied sich dann aber für die Musik. Diese Episode ging von 1943 bis 1949. Er brachte es in dieser Zeit sogar zu einem Kampf im Madison Square Garden und war sogar auf einem Plakat mit Joe Louis.
Gleichzeitig brachte Levey sich selbst das Schlagzeugspielen bei und führte dabei seine eigene linkshändige Technik ein. 1942 spielte er in Philadelphia mit Dizzy Gillespie. Er ging in einen Club, in dem Dizzy der Hauptakt war und überredete den Trompeter, ihn an das Schlagzeug zu lassen. Dizzy war so beeindruckt von Leveys Spiel, dass er ihn überredete, in seiner Band Vollzeit zu spielen. So beendete Stan die High School und spielte nachts und reinigte tagsüber Autos bei seinem Vater. Später zog er mit Dizzy nach New York City und arbeitete dort, immer noch zusammen mit Dizzy, mit Charlie Parker und Oscar Pettiford zusammen. Später spielte er in der Big Band von Stan Kenton, an dessen Album New Concepts of Artistry in Rhythm er mitwirkte. Mit dieser Band ging es 1954 an die Westküste, wo er auf Howard Rumsey and the Lighthouse All-Stars traf. Hier übte er dann einen starken Einfluss auf den West Coast Jazz aus, arbeitete aber auch in den Studios.
In über 2.000 Aufnahmen spielte er unter anderem mit Coleman Hawkins, Art Tatum, Ben Webster, Dexter Gordon, Erroll Garner, Miles Davis, George Shearing, Lester Young, Roy Eldridge, Zoot Sims, Al Cohn, Stan Getz, John Lewis, Ray Brown, Sonny Stitt, Barney Bigard, Gerry Mulligan, Lee Konitz, Bud Shank, Charlie Ventura, Scott LaFaro, Victor Feldman, Art Pepper, Oscar Peterson, Ella Fitzgerald (The Lost Berlin Tapes, 1962), Peggy Lee, Frank Sinatra, Barbra Streisand, Vic Damone, Nancy Wilson, Nat King Cole, Sarah Vaughan, Billie Holiday, June Christy, Mel Tormé und The Supremes.
Levey war im Weiteren Mitglied in den Big Bands von Benny Goodman, Woody Herman, Quincy Jones, Charlie Ventura, Nelson Riddle, Billy May und Skitch Henderson und spielte auch mit „The Tonight Show Band“.
Außerdem ist sein Schlagzeug in über 300 Filmproduktionen zu hören. Unter anderem schrieb er die Musik zu fünf Disney-Dokumentationen. Auch wirkte er in über 3.000 Fernsehproduktionen mit wie z. B.: Batman, Mission: Impossible, The Munsters, The Addams Family.
Des Weiteren veröffentlichte er mit seinem eigenen Quintett einige Alben und spielte mit seinem Freund Max Roach das Album Drummin’ the Blues ein.
1973 zog er sich aus dem Musikgeschäft zurück und begann eine zweite Karriere als Werbefotograf. Rolling Stones Schlagzeuger Charlie Watts bezeichnete diesen Rückzug als „a great loss to jazz“. Stan trat nie wieder öffentlich auf, machte aber Fotos für Alben, vorzugsweise von Künstlern, mit denen er früher gespielt hatte. 2004 veröffentlichte Arthur Shelby Pritz den biographischen Dokumentarfilm Stan Levey: The Original Original. Levey starb am 19. (oder 20.) April 2005 an den Folgen einer Krebserkrankung und wurde am 23. April 2005 beerdigt. Er hatte drei Söhne.

## Diskographische Hinweise
- Stanley the Steamer (1954)
- Plays Bob Cooper, Bill Holman, Jimmy Giuffre (1954)
- West Coasting (1955)
- Stan Levey (1955)
- This Time the Drum’s on Me (1955)
- Grand Stan (1956)
- Stan Levey 5 (1957)
- Drummin’ the Blues (1957)
- Stan Levey Quartet (1957)